# Los Albóndigas en remojo
Los Albóndigas en remojo (Up the Creek) es una comedia cinematográfica de 1984, dirigida por Robert Butler.

## Argumento
Los estudiantes Bob McGraw, Max, Gonzer, e Irwin son obligados a competir en una carrera de balsas colegial. Compiten contra la Universidad de Ivy y sus estudiantes de la escuela preparatoria que, con la ayuda de un alumno de Ivy llamado Tozer, planean hacer trampas para ganar. Entre sus adversarios también está el Instituto Militar de Washington, descalificado por sus intentos de sabotear las balsas de otras escuelas. El capitán Braverman, líder de los militares, hace lo mismo con McGraw porque él personalmente acortó las tentativas de sabotear otras balsas. Es toda una aventura río abajo para la banda Lepetemene.

## Reparto
| Actor            | Personaje                    | Notas                            |
| ---------------- | ---------------------------- | -------------------------------- |
| Tim Matheson     | Bob McGraw                   |                                  |
| Dan Monahan      | Max                          |                                  |
| Sandy Helberg    | Irwin                        |                                  |
| Stephen Furst    | Gonzer                       |                                  |
| Jennifer Runyon  | Heather Merriweather         |                                  |
| Jeff East        | Rex Grandall                 |                                  |
| James Sikking    | Tozer                        | Acreditado como James B. Sikking |
| Blaine Novak     | Capitán Braverman            |                                  |
| Mark Andrews     | Rocky                        |                                  |
| Jesse D. Goins   | Brown                        |                                  |
| Julia Montgomery | Lisa                         | Acreditada como Julie Montgomery |
| Romy Windsor     | Corky                        |                                  |
| John Hillerman   | Dean Burch                   |                                  |
| Grant Wilson     | Reggie                       |                                  |
| Jeana Tomasino   | Molly                        |                                  |
| Will Bledsoe     | Roger van Dyke               |                                  |
| Robert Costanzo  | Campus Guard Charlie         |                                  |
| Ken Gibbel       | Guardia del campus Leslie    |                                  |
| Hap Lawrence     | Dependiente de la gasolinera |                                  |
| Frank Welker     | Chuck el perro               | Voz                              |

## Banda sonora
| Pista | Título                                             | Intérprete     |
| ----- | -------------------------------------------------- | -------------- |
| 1     | Up the Creek                                       | Cheap Trick    |
| 2     | The Heat                                           | Heart          |
| 3     | 30 Days in the Hole                                | Kick Axe       |
| 4     | Great Expectations (You Never Know What to Expert) | Ian Hunter     |
| 5     | Chasin' the Sky                                    | The Beach Boys |
| 6     | Get Ready Boy                                      | Shooting Star  |
| 7     | Passion in the Dark (One Track Heart)              | Danny Spanos   |
| 8     | Take It                                            | Shooting Star  |
| 9     | Two Hearts on the Loose Tonight                    | Randy Bishop   |
| 10    | Get Ready Boy                                      | Shooting Star  |

Hay una canción que se oye en la película pero no está incluida en el disco de la banda sonora, "First Girl President", de Namrac.

## Comentarios
La película se rodó cerca de Bend, Oregón.

## Citas
«Vosotros tenéis el honor de ser los cuatro peores alumnos de todo el país. ¡Vosotros no estáis al final de la lista, sois el final de la lista!» - Dean Burch
«Era un pueblo como cualquier otro. Un pueblo sin nada que ocultar. Hasta... que llegaron.» - Bob McGraw
«Usted ha tenido una carrera muy colorida como un estudiante, Sr. McGraw. Logró ser suspendido, expulsado, o físicamente tirado de dieciséis colegios y universidades de todo el país. Ha cambiado de profesor veintitrés veces. Y su presencia ha estado directamente relacionada con el que tres presidentes de las universidades perdieran sus empleos, otros dos acabaran en un manicomio, y al menos un suicidio conocido. ¿Me he dejado algo?» - Dean Burch
«Dime... ¿ha sido tan bueno para ti como lo ha sido para mí?» - Bob McGraw